# Alexia t' Serstevens
Alexia t' Serstevens (9 november 1999) is een Belgisch hockeyster.

## Levensloop
T' Serstevens was aanvankelijk actief bij Royal Orée. In 2015 maakte ze de overstap naar White Star en sinds 2019 verdedigt ze de kleuren van Waterloo Ducks.
Daarnaast maakt ze deel uit van het Belgisch hockeyteam. Met de Red Panthers nam ze onder meer deel aan het wereldkampioenschap van 2022.